# Comanderia generale delle province interne
La Comanderia generale delle province interne, o Comanderia generale delle province interne del nord (spagnolo: Comandancia General de las Provincias Internas del Norte) fu un distretto amministrativo della Spagna coloniale, creato nel 1776 per fornire maggiore autonomia alle province di frontiera del vicereame della Nuova Spagna. L'obbiettivo era quello di stabilire un governo unificato in materia politica (governatorato), militare (capitaneria generale) e fiscale (intendenza). La sua creazione fu parte delle riforme borboniche, e fu istituita nel tentativo di rinvigorire la crescita economica e della popolazione nella regione, minacciata dall'invasione delle potenze straniere. La comanderia generale comprendeva le province di Sonora y Sinaloa, Nueva Vizcaya, Las Californias, Santa Fe de Nuevo México e Coahuila y Texas (precedentemente nota come Nueva Extremadura).

## Storia

### Istituzione
Le province interne erano un'invenzione di José de Gálvez. Sviluppò quest'idea mentre era visitador reale presso la Nuova Spagna, tra il 1761 ed il 1772. All'inizio aveva intenzione di creare un nuovo vicereame o una capitaneria generale nelle province settentrionali, ma la poca popolazione e le ingenti spese militari lo impedirono. Invece il capo ufficiale della zona ricevette il titolo militare di comandante generale, oltre a dover essere ritenuto l'unico amministratore civile della regione. A causa delle obiezioni del viceré della Nuova Spagna, Gálvez non riuscì a mettere in pratica il suo piano mentre era visitador, ma pochi anni dopo il ritorno in Spagna fu nominato Ministro delle Indie. Si trattava essenzialmente di un nuovo ministero creato da Carlo III che permise a Gálvez di essere indipendente dal Consiglio delle Indie (di cui era anche membro onorario). Grazie alla nuova posizione, Gálvez riuscì ad applicare le sue idee all'America spagnola. Oltre alle province interne, Gálvez creò anche il vicereame del Río de la Plata e la capitaneria generale del Venezuela (che, a parte il nome, rappresentava un altro vicereame). Inoltre fece ripartire il progetto accantonato che si prefiggeva di sostituire i vecchi corregimientos e alcaldías mayores con i nuovi intendenti. Gálvez nominò Teodoro de Croix come primo comandante generale delle province interne.

### Società
Come molti dei governi dei Caraibi, anche le finanze delle province interne erano sovvenzionate da un situado (sussidio) proveniente dal tesoro reale di Città del Messico. La prima capitale della comanderia generale fu Arizpe, a Sonora. Le province incorporate nel nuovo distretto erano, e sarebbero continuate ad essere, sotto la giurisdizione dell'Audiencia Reale di Guadalajara. Erano culturalmente diverse da quelle della Nuova Spagna. Mentre le province meridionali erano state la regione delle società complesse (quali Mexica, Zapotechi, Mixtechi e P'urhépecha) durante la conquista, diversa era la situazione delle province dell'Audiencia di Guadalajara. La terra era abitata da un popolo semi-nomade (a cui ci si riferisce col nome nahuatl di Chichimeca) che abitava questa arida regione, e che resistette all'avanzata spagnola venendo spinto al confine, o venendo assorbito in una nuova cultura ispanica che crebbe nelle hacienda e nelle città ubicate nei pressi delle numerose miniere d'argento della zona.

### Riorganizzazione amministrativa
Nei decenni che portarono all'indipendenza dell'America spagnola, le Province Interne furono ristrutturate. Nel 1786 le Province Interne furono suddivise in tre comandi: quelle occidentali (Sonora y Sinaloa) guidati dal comandante generale; quelle centrali (Nueva Vizcaya e Nuevo México) comandate dal viceré; e quelle orientali (Coahuila e Texas, con Nuevo León e Nuevo Santander) anche loro del viceré. Un anno dopo questa organizzazione fu rimodellata dando vita ai distretti Occidentale ed Orientale. Nel 1792 il comandante generale aveva in carico Sonora y Sinaloa, Nueva Vizcaya, Nuevo México, Coahuila ed il Texas. Anche Las Californias apparteneva a lui, ma il viceré lo sovrastava di fatto nel comando. Infine furono ricostituiti i due distretti Occidentale ed Orientale nel 1811, ma tutti governati dal viceré.